# Сорский подхоз
Сорский подхоз — поселок в городском округе город Сорск Республики Хакасия России.

## География
Расположен в 5 км к юго-востоку от Сорска, на реке Бюря. Восточнее поселка находится поселок при станции Ербинская.

## Население
Согласно переписи 2010 года население поселка Сорский подхоз составляет 0 человек

## Инфраструктура
В поселке Сорский подхоз 5 улиц.